# モーゼルラント大管区

モーゼルラント大管区
コブレンツ＝トリーア大管区
Gau Moselland (ドイツ語)
Gau Koblenz-Trier (ドイツ語)

国の標語: Ein Volk, ein Reich, ein Führer（ドイツ語）
一つの民族、一つの国家、一人の総統国歌: Das Lied der Deutschen（ドイツ語）
世界に冠たるドイツ
党歌: Die Fahne hoch（ドイツ語）
旗を高く掲げよ

ナチス・ドイツの地図

【大管区登録番号】 第18番

モーゼルラント大管区（ドイツ語: Gau Moselland）は、国民社会主義ドイツ労働者党（ナチ党）の設置した大管区の一つである。

## 概要
モーゼルラント大管区は、1925年にハインツ・ハーケの下で結成され、1926年からロベルト・ライが率いる「ラインラント大管区（Gau Rhineland）」から分離し1931年6月1日に、後の大管区指導者であるグスタフ・ジーモンの主導で、コブレンツ＝トリーア大管区（Gau Koblenz-Trier）として設置された。連合軍のラインラント進駐の為、当地のナチ党は厳しい活動の制限を受けていた。大管区はコブレンツ、トリーア、オルデンブルク自由州付属のビルケンフェルトの各行政区で構成されていた。1933年からはヘルマン・フォン・リューニンク、1935年からはエッセン大管区指導者のヨーゼフ・テアボーフェンがライン県総督としてプロイセン地方の責任を負った。「モーゼルラント」という名称は、1941年1月24日にルクセンブルクが併合された際に採用された。大管区本部はコブレンツで、入植や労働対策で人口を10万人以上に増やす計画が立てられたが、失敗に終わった。1933年の総人口は約125万人で、その大半はカトリック教徒の農家であった。
副大管区指導者はフリッツ・レックマンであった。レックマンは大管区の常務理事、財務担当理事、組織担当理事、等の要職を歴任した。1932年から1933年にかけて、レックマンはコブレンツ独立市の管区指導者と大管区監督官を兼任した。大管区指導者学校はコブレンツ＝メッテルニヒに設置され、大管区教練城館はヴァイトマンシェスにあった。
ジーモンは1928年にトリーア＝ビルケンフェルト地域、1929年にはコブレンツ＝トリーア地域指導者（Bezirksleiter）を歴任しており、1930年からはコブレンツ＝トリーア第21選挙区から出馬、国会議員に当選し、1945年まで在任した。1933年7月、プロイセン州参事官となる。1939年9月から第12軍管区の全国防衛委員長官を務め、1942年11月から終戦までモーゼラント全国防衛管区指導者、1940年から1944年までルクセンブルクの民政長官を兼任した。1941年1月5日、ジーモンはルクセンブルクに党の支部及び関連団体を設立する意向を表明した。1941年1月24日のアドルフ・ヒトラーの命令により、大管区はモーゼルラント大管区（Gau Moselland）へ改称された。数週間後、ナチ党国外組織部（AO）の責任者であるエルンスト・ヴィルヘルム・ボーレは、それまでの国外組織であるルクセンブルク方面集団（Landesgruppe Luxemburg）をモーゼラント大管区へ移管した。これにより、大管区とルクセンブルク占領地との境界が事実上廃止された。1944年秋から、ジーモンは国民突撃隊を動員、指揮したが、1945年4月に彼は脱走しイギリス軍に捕らえられ、12月にパーダーボルンで自殺した。

## 備考

### 大管区指導者
大管区指導者
- 大管区指導者 ― マルティン・ムッチュマン（1926-45年）

### 人事
- 大管区宣伝局長 ― アルベルト・ウルムス
- ルクセンブルク政治共同体本部責任者 ― ヨーゼフ・アッカーマン

### 組織
- 大管区本部 ― コブレンツ
- 大管区指導者学校 ― コブレンツ＝メッテルニヒ
  - 大管区教練城館 ― ヴァイトマンシェス
- SA『ヴェストマルク』管区集団本部 ― コブレンツ、Kastorhof 2（1934年）、コブレンツ、ビスマルク通り、13番地（1940）

### 構成管区
- アールヴァイラー
- アルテンキルヒェン
- バウムホルダー
- ベルンカステル
- ビットブルク
- コッヘム
- ダウン
- 大コブレンツ管区（ドイツ語版）
- クロイツナハ
- マイエン
- ノイヴィート
- プリュム
- ザールブルク
- ジンメン
- ゴアー
- トリーア方面（英語版）
- 大トリーア管区
- ヴィットリヒ
- ツェル